# Menkeleon bellula
Menkeleon bellula là một loài côn trùng trong họ Myrmeleontidae thuộc bộ Neuroptera. Loài này được Banks miêu tả năm 1905.